# Gracula
Chi Yểng (danh pháp khoa học: Gracula) là một chi chim trong họ Sturnidae.

## Các loài
Năm loài được công nhận là:
- Gracula religiosa - Yểng, nhồng, sáo đá.
  - G. r. peninsularis Whistler & Kinnear, 1933: Đông, trung Ấn Độ.
  - G. r. intermedia Hay, 1845: Từ bắc Ấn Độ tới nam Trung Quốc, Đông Dương và Thái Lan.
  - G. r. andamanensis (Beavan, 1867): Quần đảo Coco, quần đảo Andaman và Nicobar.
  - G. r. religiosa Linnaeus, 1758: Bán đảo Mã Lai, Sumatra, Java, Borneo và các đảo cận kề.
  - G. r. batuensis Finsch, 1899: Các quần đảo Batu và Mentawai (ngoài khơi tây Sumatra).
  - G. r. palawanensis (Sharpe, 1890): Palawan (tây Philippines).
  - G. r. venerata Bonaparte, 1850: Từ Lombok tới Alor (Quần đảo Sunda Nhỏ).
- Gracula indica: Yểng phương nam. Tây nam Ấn Độ và Sri Lanka.
- Gracula enganensis: Yểng Enggano. Đảo Enggano và các đảo ngoài khơi tây nam Sumatra.
- Gracula robusta: Yểng Nias. Đảo Nias và các đảo ngoài khơi tây Sumatra.
- Gracula ptilogenys: Yểng Sri Lanka. Sri Lanka.

## Mô tả
Các loài chim này dài 25–30 cm và có bộ lông màu đen bóng với các vệt trắng lớn trên cánh chỉ rõ nét khi bay. Mỏ và đôi chân khỏe có màu từ vàng tươi tới cam sẫm. Chúng có các yếm thịt màu vàng trên đầu với hình dạng và vị trí tùy từng loài. Cả hai giới là tương tự, nhưng chim non thì có mỏ xỉn màu hơn.

## Phân bố và môi trường sống
Các loài trong chi này sinh sống trong khu vực nhiệt đới miền nam châu Á, từ Ấn Độ, Bangladesh và Sri Lanka về phía đông tới Indonesia và Philippines, về phía bắc tới miền nam Trung Quốc. Loài phổ biến rộng nhất là yểng (Gracula religiosa) cũng là loài chim nuôi nhốt trong lồng phổ biến, đã được du nhập vào một số quốc gia khác, như Hoa Kỳ.

## Tập tính và sinh thái học

### Sinh sản
Các loài yểng là chim sinh sản cố định, thường tìm thấy trong rừng và các vùng đất trồng cây. Tổ được làm thành hình một cái lỗ và mỗi lứa thường đẻ 2-3 trứng.

### Thức ăn
Giống như phần lớn các loài sáo, yểng là chim ăn tạp, với thức ăn là hoa quả, mật và côn trùng.

### Nói và bắt chước
Các loài yểng nổi tiếng vì khả năng bắt chước giọng nói của con người. Từng có nguồn cho rằng yểng là chim biết nói giỏi nhất và tài bắt chước nhất trên thế giới.